# Squash-Weltmeisterschaften im Doppel und Mixed 2006/Mixed
Das Mixed der Weltmeisterschaften im Doppel und Mixed 2006 im Squash wurde vom 9. bis 13. Januar in der australischen Metropole Melbourne ausgetragen.
Titelverteidiger waren Rachael Grinham und David Palmer. Grinham gelang mit ihrem neuen Partner Joseph Kneipp der erneute Gewinn der Weltmeisterschaft. Grinham und Kneipp setzten sich im Finale gegen Amelia Pittock und Cameron Pilley mit 9:6, 9:1, 5:9 und 9:4 durch. David Palmer trat nicht erneut an.
Das Teilnehmerfeld bestand aus 15 Doppelpaarungen, die in je vier Gruppen im Round-Robin-Modus gegeneinander antraten. Die Gruppensieger und Zweitplatzierten kamen ins Viertelfinale und spielten im K.-o.-System die Plätze eins bis acht aus. Die Setzung bei den Positionen drei und vier sowie den Positionen fünf bis acht wurde in Form einer gruppierten Setzung vorgenommen. Diese Setzungen werden daher nachfolgend alphabetisch angegeben.

## Setzliste
| Nr. | Paarung                       | Erreichte Runde |
| --- | ----------------------------- | --------------- |
| 01. | Rachael Grinham Joseph Kneipp | Sieg            |
| 02. | Shelley Kitchen Glen Wilson 1 | Halbfinale      |
| 03. | Dianne Desira Cameron White   | Viertelfinale   |
| 04. | Melissa Martin Dan Jenson     | Viertelfinale   |

| Nr. | Paarung                         | Erreichte Runde |
| --- | ------------------------------- | --------------- |
| 05. | Diana Argyle Craig van der Wath | Viertelfinale   |
| 06. | Kasey Brown Paul Price          | Viertelfinale   |
| 07. | Lara Heta Callum O’Brien        | Halbfinale      |
| 08. | Amelia Pittock Cameron Pilley   | Finale          |

 1 Wilson wurde ab dem Halbfinale verletzungsbedingt durch Daniel Sharplin ersetzt.

### Zeichenerklärung
- Q = Qualifikant
- WC = Wildcard
- LL = Lucky Loser
- ALT = Ersatz (alternate)
- PR = Protected Ranking
- r = Aufgabe (retired)
- d = Disqualifikation
- w.o. = walkover

## Ergebnisse

### Vorrunde

#### Gruppe A
| Rang | Setzung | Doppel                             | Sp. | S | N | S.-Diff. | P.-Diff. | Pkt. |
| ---- | ------- | ---------------------------------- | --- | - | - | -------- | -------- | ---- |
| 1    | 1       | Rachael Grinham Joseph Kneipp      | 2   | 2 | 0 | 6:0      | 54:20    | 4    |
| 2    | 5/8     | Diana Argyle Craig van der Wath    | 2   | 1 | 1 | 3:5      | 51:60    | 2    |
| 3    |         | Delia Arnold Mohd Nafzahizam Adnan | 2   | 0 | 2 | 2:6      | 42:67    | 0    |

| Spieler               | Spieler               | Ergebnis                |
| --------------------- | --------------------- | ----------------------- |
| Argyle / van der Wath | Arnold / Adnan        | 9:6, 9:3, 7:9, 6:9, 9:6 |
| Grinham / Kneipp      | Arnold / Adnan        | 9:3, 9:3, 9:3           |
| Grinham / Kneipp      | Argyle / van der Wath | 9:2, 9:4, 9:5           |

#### Gruppe B
| Rang | Setzung | Doppel                       | Sp. | S | N | S.-Diff. | P.-Diff. | Pkt. |
| ---- | ------- | ---------------------------- | --- | - | - | -------- | -------- | ---- |
| 1    | 2       | Shelley Kitchen Glen Wilson  | 3   | 3 | 0 | 9:1      | 87:44    | 6    |
| 2    | 5/8     | Kasey Brown Paul Price       | 3   | 2 | 1 | 7:3      | 75:58    | 4    |
| 3    |         | Louisa Hall Michael Puertas  | 3   | 1 | 2 | 3:6      | 57:68    | 2    |
| 4    |         | Tanya Owens Steve Richardson | 3   | 0 | 3 | 0:9      | 32:81    | 0    |

| Spieler          | Spieler            | Ergebnis           |
| ---------------- | ------------------ | ------------------ |
| Brown / Price    | Hall / Puertas     | 9:3, 9:6, 10:8     |
| Kitchen / Wilson | Owens / Richardson | 9:1, 9:5, 9:5      |
| Kitchen / Wilson | Hall / Puertas     | 9:4, 9:4, 9:5      |
| Brown / Price    | Owens / Richardson | 9:3, 9:4, 9:1      |
| Kitchen / Wilson | Brown / Price      | 6:9, 9:4, 9:4, 9:3 |
| Hall / Puertas   | Owens / Richardson | 9:3, 9:6, 9:4      |

#### Gruppe C
| Rang | Setzung | Doppel                            | Sp. | S | N | S.-Diff. | P.-Diff. | Pkt. |
| ---- | ------- | --------------------------------- | --- | - | - | -------- | -------- | ---- |
| 1    | 5/8     | Amelia Pittock Cameron Pilley     | 3   | 3 | 0 | 9:1      | 87:56    | 6    |
| 2    | 3/4     | Dianne Desira Cameron White       | 3   | 2 | 1 | 6:5      | 81:69    | 4    |
| 3    |         | Tenille Swartz Clinton Leeuw      | 3   | 1 | 2 | 3:7      | 55:83    | 2    |
| 4    |         | Tricia Chuah Mohd Nafiizwan Adnan | 3   | 0 | 3 | 4:9      | 83:98    | 0    |

| Spieler          | Spieler        | Ergebnis                |
| ---------------- | -------------- | ----------------------- |
| Desira / White   | Chuah / Adnan  | 9:4, 9:2, 1:9, 7:9, 9:4 |
| Pittock / Pilley | Swartz / Leeuw | 9:3, 9:5, 9:3           |
| Desira / White   | Swartz / Leeuw | 9:6, 9:3, 9:4           |
| Pittock / Pilley | Chuah / Adnan  | 9:7, 5:9, 9:7, 9:3      |
| Pittock / Pilley | Desira / White | 9:5, 10:8, 9:6          |
| Swartz / Leeuw   | Chuah / Adnan  | 4:9, 9:7, 9:6, 9:7      |

#### Gruppe D
| Rang | Setzung | Doppel                       | Sp. | S | N | S.-Diff. | P.-Diff. | Pkt. |
| ---- | ------- | ---------------------------- | --- | - | - | -------- | -------- | ---- |
| 1    | 5/8     | Lara Heta Callum O’Brien     | 3   | 3 | 0 | 9:1      | 87:49    | 6    |
| 2    | 3/4     | Melissa Martin Dan Jenson    | 3   | 2 | 1 | 7:5      | 103:97   | 4    |
| 3    |         | Amanda Hopps Timothy Manning | 3   | 1 | 2 | 4:8      | 93:110   | 2    |
| 4    |         | Meredeth Quick Jamie Crombie | 3   | 0 | 3 | 3:9      | 85:112   | 0    |

| Spieler         | Spieler         | Ergebnis                   |
| --------------- | --------------- | -------------------------- |
| Martin / Jenson | Hopps / Manning | 12:10, 8:10, 9:5, 9:7      |
| Heta / O’Brien  | Quick / Crombie | 9:3, 9:2, 9:3              |
| Heta / O’Brien  | Hopps / Manning | 9:7, 9:3, 9:4              |
| Martin / Jenson | Quick / Crombie | 5:9, 9:6, 9:4, 15:13       |
| Heta / O’Brien  | Martin / Jenson | 3:9, 9:7, 12:10, 9:1       |
| Hopps / Manning | Quick / Crombie | 7:9, 10:8, 9:7, 12:14, 9:7 |

### Finalrunde
| Viertelfinale | Viertelfinale                   | Viertelfinale | Viertelfinale | Viertelfinale | Viertelfinale | Viertelfinale |  |  | Halbfinale | Halbfinale                      | Halbfinale | Halbfinale | Halbfinale | Halbfinale | Halbfinale |   |                               | Finale                        | Finale | Finale | Finale | Finale | Finale | Finale |
|               |                                 |               |               |               |               |               |  |  |            |                                 |            |            |            |            |            |   |                               |                               |        |        |        |        |        |        |
| 1             | Rachael Grinham Joseph Kneipp   | 9             | 9             | 9             |               |               |  |  |            |                                 |            |            |            |            |            |   |                               |                               |        |        |        |        |        |        |
| 3/4           | Melissa Martin Dan Jenson       | 1             | 5             | 3             |               |               |  |  | 1          | Rachael Grinham Joseph Kneipp   | 10         | 15         | 9          |            |            |   |                               |                               |        |        |        |        |        |        |
| 5/8           | Kasey Brown Paul Price          | 9             | 2             | 4             | 4             |               |  |  | 5/8        | Lara Heta Callum O’Brien        | 8          | 13         | 6          |            |            |   |                               |                               |        |        |        |        |        |        |
| 5/8           | Lara Heta Callum O’Brien        | 4             | 9             | 9             | 9             |               |  |  |            |                                 |            |            |            |            |            | 1 | Rachael Grinham Joseph Kneipp | 9                             | 9      | 5      | 9      |        |        |        |
| 5/8           | Amelia Pittock Cameron Pilley   | 5             | 10            | 9             | 9             |               |  |  |            |                                 |            |            |            |            |            |   | 5/8                           | Amelia Pittock Cameron Pilley | 6      | 1      | 9      | 4      |        |        |
| 5/8           | Diana Argyle Craig van der Wath | 9             | 8             | 5             | 6             |               |  |  | 5/8        | Amelia Pittock Cameron Pilley   | 11         | 7          | 10         | 9          | 9          |   |                               |                               |        |        |        |        |        |        |
| 3/4           | Dianne Desira Cameron White     | 9             | 7             | 7             |               |               |  |  | 2          | Shelley Kitchen Daniel Sharplin | 9          | 9          | 12         | 6          | 6          |   |                               |                               |        |        |        |        |        |        |
| 2             | Shelley Kitchen Glen Wilson     | 11            | 9             | 9             |               |               |  |  |            |                                 |            |            |            |            |            |   |                               |                               |        |        |        |        |        |        |

|  | Spiel um Platz 3 |                                 |    |    |  |  |  |
|  |                  |                                 |    |    |  |  |  |
|  | 5/8              | Lara Heta Callum O’Brien        | w. | o. |  |  |  |
|  | 2                | Shelley Kitchen Daniel Sharplin |    |    |  |  |  |